# Autonome Nationalisten
Autonome Nationalisten (en français Nationalistes autonomes) ou AN est un mouvement nationaliste d'extrême-droite allemand de type strasseriste qui s'est également propagé au Royaume-Uni, en Flandre, en France et aux Pays-Bas, reprenant des concepts de l'extrême-gauche tiers-mondiste ou anarchiste, ainsi que les tactiques démonstratives (Black Blocs) et l'esthétique ou le symbolisme de la gauche radicale (image de Che Guevara, keffieh) ajoutés aux symboles nationalistes (Drapeau allemand noir-blanc-rouge du Deuxième Reich) et d'extrême-droite (croix celtique). Après avoir essaimé en Europe de l'Ouest où ils relèvent souvent de l'épiphénomène ponctuel, des groupes similaires seraient apparus dans les pays d'Europe de l'Est tels que l'Ukraine, la Tchéquie, la Pologne, et la Roumanie.
À l'origine, il s'agit pour la plupart de jeunes nationalistes issus des rangs des Freie Kameradschaften (Camaraderies libres) en Allemagne. Depuis 2002 environ, ils ont délibérément recours à un modèle emprunté directement au mouvement autonome d'extrême-gauche dans leur apparence et leurs formes d'action, et articulant entre autres des schémas d'argumentation antisémites, anti-capitalistes et anti-impérialistes.

## Histoire
Le phénomène des nationalistes autonomes allemands peut être attribué aux mouvements « Freie Nationalisten » (nationalistes libres), « Freie Kräfte » (Forces libres) et « Freie Kameradschaften » (camaraderies libres), qui se sont développés à l'ombre du Parti national-démocrate d'Allemagne depuis la fin des années 1980. La répression policière contre l'extrême-droite après la réunification et la vague d'interdiction du début des années 1990 (Deutsche Alternative, Nationalistische Front, Freiheitliche Deutsche Arbeiterpartei...) a forcé la plupart des membres de l'extrême-droite locale et les groupes militants à se scinder en "cellules nationalistes autonomes" de 5 à 20 membres sans appartenance formelle. Au lieu de tenir des réunions régulières, ils ont commencé à utiliser le téléphone et plus tard Internet pour la communication et l'organisation. Les cellules locales ont ensuite formé des réseaux de coordination régionale pour organiser et coordonner leurs actions. En 2008, on estimait à environ 400 le nombre de nationalistes autonomes allemands, soit 1% des militants d'extrême-droite du pays.
L'Office fédérale allemand pour la protection de la Constitution (BfV), qui fournit des renseignements nationaux au gouvernement, a estimé le nombre de participants actifs au mouvement d'extrême-droite en 2008 à environ 40 000. Selon le Southern Poverty Law Center (SPLC), il existait en Allemagne 75 organisations de cette mouvance, comptant 50 000 membres.
L'émergence des nationalistes autonomes a été controversée au sein même des milieux d'extrême-droite allemands, à la fois parce que certains militants plus âgés de l'extrême-droite allemande s'opposaient formellement à leur imagerie "de gauche" propice à la confusion et au manque de clarté du discours, et parce que le NPD y voyait un élément de nature à compliquer ses efforts de respectabilité pour prendre part à la vie politique. Autre controverse, les nationalistes autonomes ont parfois exprimé leur sympathie pour certains mouvements islamistes, tels que le Hezbollah et le Hamas, pour leur opposition au sionisme et à l'impérialisme américain.
Les nationalistes autonomes se sont rendus visibles dans divers pays européens à partir de 2003 - 2004 et sont maintenant considérés comme parmi les plus violents des activistes d'extrême-droite,.
Les activités des AN reposent sur l'organisation de concerts de musique, de processions et manifestations, parfois violentes (Black Blocs), ainsi que l'utilisation de la propagande classique sous forme d'affiches, d'autocollants ou bannières, avec une importante activité sur Internet. A côté de logotypes spécifiques aux divers groupes, la croix celtique est un symbole particulièrement fréquent des groupes et militants AN.

## Idéologie

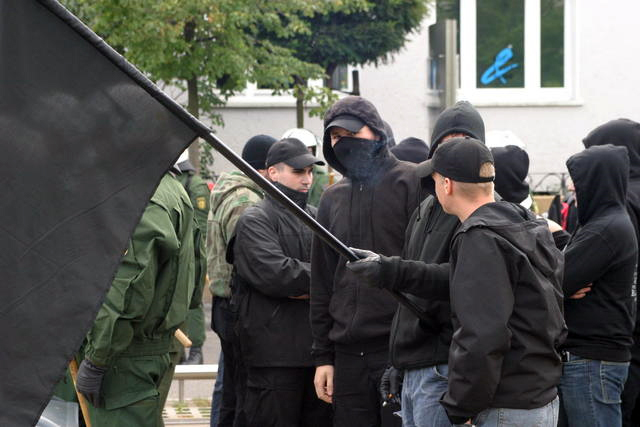
Nationalistes autonomes allemands arborant le drapeau noir emprunté aux anarchistes.

Dans la tradition des mouvances de type « tercériste » (à la recherche d'une troisième voie à la fois anticommuniste et anticapitaliste, rattachable aux courants fascistes), les nationalistes autonomes sont opposés à l'Impérialisme culturel et économique américain et revendiquent une Europe des nations débarrassée des tutelles étrangères. Fortement inspirée du strasserisme et souvent vague ou peu théorisée, l'idéologie des nationalistes autonomes repose d'abord sur quelques concepts-clés et des principes d'organisation souple et peu structurée. À partir d'un fond raciste et antisémite, ils prônent à la fois le nationalisme et l'anticapitalisme, tout en cultivant l'anti-américanisme et la dénonciation des impérialismes divers accusés de dénaturer la culture européenne en général, et allemande en particulier.
Les nationalistes autonomes sont fortement décentralisés et cherchent à construire des entités locales à la fois autonomes et mobilisables de façon coordonnée à plus large échelle. Proches idéologiquement du nationalisme révolutionnaire, ils en seraient à la fois une organisation et un courant, une sous-culture et un concept stratégique. 
De par son mélange d'idéologies d'extrême-droite et d'emprunts à la gauche radicale, il s'agit d'un mouvement qualifié de syncrétique.